# Laibach
Laibach je slovinská hudební skupina hrající industriál a experimentální hudbu, ovšem její umělecké působení zahrnuje mimo jiné i koláže, plakáty, filmy a instalační umění. Skupina byla založena 1. června 1980 v Trbovlje. Název Laibach je německé jméno Lublaně, slovinského hlavního města. Laibach tvoří hudební část uměleckého hnutí NSK, jehož založení inicioval. Hlavním tématem skupiny byl totalitarismus; významným prvkem potom němčina a odkazy na nacistickou minulost Evropy. Představitelé komunistického Slovinska se pokoušeli udělat vše proto, aby Laibach nezískal sebevětší popularitu, proto nic z jejich práce nesmělo být propagováno ve vysokonákladových časopisech a novinách; tak tomu bylo až do let 1983–1984. V některých dalších republikách bývalé Jugoslávie (například v Bosně a Hercegovině, kde byl partyzánský kult nejsilnější) nesměla skupina vystupovat až do roku 1989.
V 90. letech vystupoval Laibach i ve Spojených státech amerických.
Jako první západní skupina vystoupili 19. srpna 2015 v KLDR.
V únoru 2023 kapela oznámila, že vystoupí v Kyjevě. Výtěžek z koncertu měl připadnout ukrajinské charitě. Část ukrajinské veřejnosti však odmítala vystoupení kapely, zřejmě v souvislosti s nedávným výrokem jejích členů, kteří probíhající konflikt na Ukrajině označili za „cynickou zástupnou válku za geostrategické zájmy“ velmocí. Pořadatel, koncertní hala Bel Etage, koncert následně zrušil.

## Vybraná diskografie
- Laibach (Ropot, Ljubljana, 1985/1995)
- Rekapitulacija 1980–1984 (Walter Ulbricht Schallfolien, Hamburg, 1985/1987)
- Neue konservatiw (live; Semi legal, Hamburg, 1985)
- Nova Akropola (Cherry Red, Londýn, 1985/1987)
- The Occupied Europe Tour 83–85 (live; Side Effects Rec., Londýn, 1986/1990)
- Opus dei (Mute Rec., Londýn, 1987)
- Slovenska Akropola (Ropot, Ljubljana, 1987/1995)
- Krst pod Triglavom – Baptism (Walter Ulbricht Schallfolien, Hamburg, 1987, Hamburg / Sub Rosa, Brusel, 1988)
- Let It Be (Mute Rec., Londýn, 1988)
- Macbeth (Mute Rec., Londýn, 1990)
- Sympathy for the Devil (Mute Rec., Londýn, 1990)
- Kapital (Mute Rec., Londýn, 1992)
- Ljubljana–Zagreb–Beograd (The Grey Area/Mute Rec., Londýn, 1993)
- NATO (Mute Rec., London, 1994)
- Occupied Europe NATO Tour 1994–95 (The Grey Area/Mute Rec., London, 1996)
- Jesus Christ Superstars (Mute Rec., Londýn, 1996)
- Laibach (NSK Recordings, Londýn, 1999)
- Neue konservatiw (druhé vydání; Cold Spring Records, 2003)
- WAT (Mute Rec., Londýn, 2003)
- Anthems (Mute Rec., Londýn, 2004)
- Volk (Mute Rec., Londýn, 2006)
- Laibachkunstderfuge (Mute Rec., 2008)
- Spectre (Mute Rec., 2014)
- I VIII 1944 Warszawa (NCK, 2014)
- Also Sprach Zarathustra (Mute Rec., 2017)
- Revisited (The specially designed & numbered Limited Edition Package) (link here) (2020)